# Absorbovaná dávka
Absorbovaná dávka nebo jen dávka ionizujícího záření je fyzikální veličina, která udává energii dodanou jednotkovému množství hmoty průchodem příslušného záření. Jednotkou absorbované dávky záření je gray (Gy), rozměrově jde o joule na kilogram. Starší jednotkou je rad, platí 100 rad = 1 Gy.

## Značení
- Symbol veličiny: D [1]
- Jednotka SI: gray, značka jednotky: Gy
- Další používaná jednotka: rad